# Chiesa di Sant'Ilario (Pistoia)
La ex chiesa di Sant'Ilario si trovava a Pistoia, tra via del Presto e via Bracciolini.

## Storia e descrizione
La prima documentazione scritta dell'edificio risale al 1075, mentre la parrocchia risale al XIII secolo. Il "popolo" della chiesetta aveva ospitato il poeta Cino da Pistoia, che qui fece testamento e morì nel 1336 e, dal XV secolo, il Monte di Pietà (il "Presto", da "prestito"). Patronata dalla famiglia Bracciolini, tra Sei e Settecento la piccola cappella venne allungata e ne venne mutato l'orientamento, con l'ingresso principale su via Bracciolini. 
Dopo la soppressione settecentesca venne venduta a privati; se già in antico presentava scarsi segni architettonici della sua destinazione religiosa, oggi è irriconoscibile.